# Michaël Fuselier
Michaël Fuselier (* 1981) je bývalý francouzský reprezentant ve sportovním lezení, mistr Francie v lezení na obtížnost.

## Výkony a ocenění
- 2004: 8. místo v celkovém hodnocení světového poháru
- 2007,2009: mistr Francie

### Závodní výsledky
| Mistrovství světa | Mistrovství světa | Mistrovství světa |
| Rok               | 2005              | 2007              |
| ----------------- | ----------------- | ----------------- |
| Obtížnost         | 23-24             | 22                |

| Světový pohár       | Světový pohár    | Světový pohár              | Světový pohár             | Světový pohár            | Světový pohár              | Světový pohár          | Světový pohár      | Světový pohár   |
| Rok                 | 2001             | 2003                       | 2004                      | 2005                     | 2006                       | 2007                   | 2008               | 2010            |
| ------------------- | ---------------- | -------------------------- | ------------------------- | ------------------------ | -------------------------- | ---------------------- | ------------------ | --------------- |
| Obtížnost           | 48-51            | 10                         | 8                         | 11                       | 13                         | 11                     | 19                 | 46-49           |
| jednotlivě* (0/2/0) | ,24-26,-, -,-,-, | ,,-,13,12, · 7,4,-,-,-,18, | ,15,10,4,11, 14,5,6,11,-, | ,10,,-,12, · 8,-,22,14,- | ,-,13,-,21,5, 7,11,-,6,26, | ,9,5,-,10,-, 16,19,11, | ,-,17,18, -,17,12, | ,-,-,-, -,-,20, |

* poznámka: nalevo jsou poslední závody v roce
| Mistrovství Evropy | Mistrovství Evropy | Mistrovství Evropy |
| Rok                | 2004               | 2006               |
| ------------------ | ------------------ | ------------------ |
| Obtížnost          | 59                 | 35                 |

| Mistrovství Francie | Mistrovství Francie | Mistrovství Francie | Mistrovství Francie | Mistrovství Francie | Mistrovství Francie | Mistrovství Francie |
| Rok                 | 2002                | 2004                | 2005                | 2007                | 2008                | 2009                |
| ------------------- | ------------------- | ------------------- | ------------------- | ------------------- | ------------------- | ------------------- |
| Obtížnost           | 3                   | 2                   | 2                   | 1                   | 2                   | 1                   |